# المستد
المستد (به آلمانی: Almstedt) یک شهر در آلمان است که در نیدرزاکسن واقع شده‌است.

## خصوصیات
المستد ۹٫۹۲ کیلومترمربع مساحت دارد ۱۹۰ متر بالاتر از سطح دریا واقع شده‌است.